# 利島村 (埼玉県)
利島村（としまむら）は埼玉県の北東部、北埼玉郡に属していた村。

## 地理
- 河川 - 利根川、谷田川

## 歴史
- 1889年（明治22年）4月1日 町村制施行により、麦倉村、飯積村、柳生村、小野袋村の一部が合併し北埼玉郡麦倉村（むぎくらむら）が成立する。
- 1893年（明治26年）5月27日 麦倉村が利島村と改称する。
- 1955年（昭和30年）4月1日 川辺村と合併し北川辺村となる。